# Sound Relief
A Sound Relief a 2009-es ausztrál áradások és bozóttüzek károsultjainak megsegítésére, egyidejűleg két városban tartott popzenei koncert, a legnépszerűbb ausztrál művészek közreműködésével.

## A koncertek előzményei
2008 januárjában évtizedek óta nem látott áradás sújtotta Ausztrália keleti partvidékét. Egy év múlva hatalmas esőzéseket követően ismét áradás csapott le a környékre. Január végén Ingham városában 3000 otthon pusztult el. Február elején újabb heves esőzések kezdődtek, a városra újabb 236 mm csapadék hullott, a folyó vízszintje 12,5 métert emelkedett.
Ugyanekkor Victoria államot történetének egyik legsúlyosabb bozóttüze sújtotta. A Melbourne külvárosáig jutott bozóttűz száz ember halálát okozta, hétszáz otthon pusztult el.
Március végén ausztrál zenészek két helyszínen, de egy időben segélykoncertet tartottak a károsultak megsegítésére, ez volt a Sound Relief, Ausztrália történetének legnagyobb dupla koncertje.

## A koncertek
Az egyik koncertet a melbourne-i krikettstadionban (MCG) tartották, a másik helyszíne a sydney-i krikettstadion (SCG) volt, mindkettő labdarúgó-stadion méretű, óriási létesítmény. A koncertekre az összes jegy elfogyott, Ausztrália történetének legnagyobb jegybevételét eredményezve. A két koncerten több, mint 120 000 néző volt. Az összes nyereség több, mint ötmillió ausztrál dollár volt, a sydney-i koncert nyereségének a felét az áradások károsultjai kapták, a másik fele és a teljes melbourne-i nyereség a bozóttüzek károsultjainak jutott a Vöröskereszten keresztül.
Mindkét koncert dél körül kezdődött és kb. 23 óráig tartott, rádió és tévéállomások párhuzamosan közvetítették az ország számára. A két koncerthelyszín között kivetítős kapcsolat volt. Az egyes előadások között ismert személyiségek, színészek, sportolók léptek színpadra. A melbourne-i koncertet a Jet nyitotta, a sydney-it a Coldplay. A Coldplay koncertjének utolsó dala a You're The Voice volt, melyet különleges vendégfellépőként az ausztrál rockzene egyik legnagyobb egyénisége, John Farnham énekelt. Ezt követte a Coldplay ráadásdala, a Fix You, mely alatt az együttes frontembere, Chris Martin a közönség közé ugrott a színpadról. Mivel onnan nem tudott a színpadra visszatérni, a közönség énekelte helyette a dalt. A koncert végére rosszul lett a kimerültségtől.
Két együttes, a Jet és a Wolfmother mindkét koncerten részt vett, a hétszáz kilométeres távolság ellenére. Mindkét együttes, valamint az Eskimo Joe addig nem hallott új dalait is bemutatta a koncerteken. A The Presets sydney-i koncertje alatt heves zápor tört ki.
Este fél nyolc körül Vilmos és Harry hercegek Londonból köszöntötték az eseményt, majd az áldozatokra emlékező egyperces csend következett. Ezután Melbourne-ben, de kivetítőn keresztül mindkét helyszín számára Kylie Minogue acapella verzióban, a közönség kíséretében énekelte Peter Allen I Still Call Australia Home című dalát, mely népszerűsége miatt Ausztrália szinte nem hivatalos himnusza. A melbourne-i zárókoncertet az időközben politikusi pályára lépett Peter Garrett közreműködésével fellépő Midnight Oil tartotta. A sydney-i koncert záróműsora egy különlegesen ritka fellépés volt. A hosszú évek után először ismét ausztrál színpadra lépett Barry Gibb, és a vele évtizedes jó barátságban álló Olivia Newton-John adott 45 perces közös koncertet.

## A melbourne-i koncert műsora
- Jet - "Rip it Up", "Are You Gonna Be My Girl", "Get Me Outta Here", "Look What You've Done" (12:10)
- Gabriella Cilmi - "Got No Place to Go", "Sweet About Me", "Don't Wanna Go To Bed Now", "Save the Lies", "Whole Lotta Love" (12:55)
- Kings of Leon - "Crawl", "Revelry", "On Call", "Use Somebody" (13:40)
- Paul Kelly – "Dumb Things", "To Her Door", "God Told Me To", "Leaps and Bounds", "How to Make Gravy", "Meet me in the Middle of the Air" (14:20)
- Augie March - "Lupus", "Pennywhistle", "Brundisium", "There Is No Such Place", "This Train Will Be Taking No Passengers", "One Crowded Hour" (15:05)
- Bliss N Eso with Paris Wells - "Up Jumped The Boogie", "Eye of the Storm", "Bullet and a Target", "Remember Me", "Party at my Place", "Field of Dreams", "The Sea is Rising" (15:50)
- Kasey Chambers & Shane Nicholson with Troy Cassar-Daley - "Rattlin Bones", "Monkey On A Wire", "The Captain", "The House That Never Was" (16:35)
- Liam Finn (Crowded House) - "Second Chance", "Lead Balloon", "Don't Dream It's Over", "Weather With You", "Better Be Home Soon" (17:30)
- Jack Johnson - "Sitting Waiting Wishing" "Flake" "Banana Pancakes", "Times Like These", "Better Together" (18:20)
- Wolfmother - "Back Round", "Dimension", "Woman", "White Unicorn", "Joker and the Thief" (19:00)
- Kylie Minogue - "I Still Call Australia Home" (acappella) (19:50)
- Hunters & Collectors - "When the River Runs Dry", "Do You See What I See", "Blind Eye", "Say Goodbye", "Holy Grail", "Throw Your Arms Around Me", "The Slab" (encore) (20:00)
- Split Enz - "Shark Attack", "Poor Boy", "I Got You", "Message to My Girl", "Dirty Creature", "Pioneer", "Six Months in a Leaky Boat", ""History Never Repeats", "I See Red" (20:55)
- Midnight Oil - "Redneck Wonderland", "Read About It", "Blue Sky Mine", "Advance Australia Fair" (instrumental), "One Country", "Beds Are Burning", "King Of The Mountain", "The Dead Heart", "Power and the Passion", "Best Of Both Worlds", "Sometimes" (encore) (21:50)

## A sydney-i koncert műsora
- Coldplay - "Life in Technicolor", "Yellow", "Lost!", "Clocks", "Viva La Vida", "You're the Voice" (John Farnham közreműködésével), "Fix You" (ráadásdal) (12:15)
- Hoodoo Gurus - "Tojo", "The Right Time", "Like Wow - Wipeout", "What's My Scene", "Come Anytime"
- Little Birdy - "Come On Come On", "Six Months In A Leaky Boat", "Brother", "Beautiful To Me"
- Architecture In Helsinki - "Hold Music", "Do The Whirlwind", "Heart It Races", "That Beep"
- You Am I - "Frightfully Moderne", "It Ain't Funny How We Don't Talk Anymore", "Gunslingers", "How Much is Enough", "Berlin Chair", "Thank God I've Hit The Bottom", "The Piano up the Tree" (15:40)
- Josh Pyke - "Lines On Palms", "The Summer", "Make You Happy", "Don't Wanna Let You Down", "Middle Of The Hill", "Memories And Dust"
- Marcia Hines - "Fire And Rain"
- Taylor Swift - "You Belong With Me", "Love Story", "Our Song", "Change"
- Eskimo Joe - "Sarah", "Inshalla", "Foreign Land", "London Bombs", "From the Sea", "Black Fingernails, Red Wine"
- Jet - "Rip It Up", "Are You Gonna Be My Girl", "She's A Genius", "Shine On", "Put Your Money Where Your Mouth Is", "Cold Hard Bitch"
- The Presets - "Talk Like That", "Yippiyo-Ay", "Are You The One?", "This Boy's In Love", "Kicking And Screaming", "My People"
- Icehouse - "We Can Get Together", "Crazy", "Electric Blue", "Can't Help Myself", "Great Southern Land"
- Barry Gibb és Olivia Newton John - "To Love Somebody", "Jive Talkin'", "Words", "Island In The Stream", "I Honestly Love You", "How Can You Mend a Broken Heart", "Guilty", "You Should Be Dancing", "Spicks and Specks"

## DVD kiadás
A két koncertről készült rövidített, de így is kilencórás DVD kiadáson a koncert összes fellépője látható, 2009. október 9-én jelent meg, 4-es régiókódú DVD lemezen. A megjelenése hetében már második helyezést érte el az ausztrál ARIA DVD listán, később ötszörös platinalamez lett.